# Distretto di Sebangphay
Il distretto di Sebangphay è uno dei nove distretti (mueang) della provincia di Khammouan, nel Laos. Ha come capoluogo la città di Sebangphay.